# Festuca chelungkingnica
Festuca chelungkingnica là một loài thực vật có hoa trong họ Hòa thảo. Loài này được D.M.Chang & Skvortsov ex S.L.Lu mô tả khoa học đầu tiên năm 1992.